# Niklas Nienass
Niklas Nienass, né le 14 avril 1992 à Marl, est un homme politique allemand. Membre de l'Alliance 90/Les Verts (Die Grünen). Il est élu député européen en 2019.